# Zale edusinoides
Zale edusinoides är en fjärilsart som beskrevs av Embrik Strand 1917. Zale edusinoides ingår i släktet Zale och familjen nattflyn. Inga underarter finns listade i Catalogue of Life.